# Hygrobates nigromaculatus
Hygrobates nigromaculatus är en kvalsterart som beskrevs av Hermann Lebert 1879. Hygrobates nigromaculatus ingår i släktet Hygrobates och familjen Hygrobatidae. Inga underarter finns listade i Catalogue of Life.